# Nils Stromberg
Nils Jonsson Stromberg af Clastorp ook wel Nils Stromberg, (Jönköping, 25 maart 1646 - Klastorp, Södermanland, 16 augustus 1723) was een Zweedse graaf en officier. 

## Biografie
Stromberg was de zoon van de burgemeester van Jönköping Jons Pedersson Brattman. In 1690 trouwde hij met Anna Catherine Fleming. In zijn jeugd was hij in Nederland en bereikte daar de titel luitenant-kolonel. Stromberg werd daar geridderd, samen met zijn vier broers, in 1674 onder de naam Strömberg. Toen hij weer in Zweden was, werd hij gepromoveerd tot directeur van Skaraborg Regiment in 1689. Nils Stromberg werd samen met zijn broer Alexander tot baron benoemd in 1699. In datzelfde jaar vertrok hij naar Pommeren. In 1703 werd hij bevorderd tot luitenant-generaal. 

Stromberg nam deel aan het beleg van Toruń en vocht mee bij Elbingen. In 1706 werd hij gouverneur-generaal van Zweeds Estland, dat bleef hij tot 1709. In 1706 was Stromberg in Saksen met Karel XII van Zweden. In 1709 werd Stromberg benoemd tot gouverneur-generaal van Lijfland. Hij moest Riga in stand houden tijdens de Russische belegering die tussen 3 november 1709 en 3 juli 1710 plaatsvond, maar die taak was mislukt. Stromberg werd gedwongen zich over te geven aan de Russen. Dit brak de Zweedse overheersing over de Baltische staten. Stromberg werd een paar maanden vastgehouden als krijgsgevangene voordat hij terugkeerde naar Zweden.